# Lilleshall, Donnington and Muxton
Lilleshall, Donnington and Muxton var en civil parish fram till 2015 när det uppgick i Donnington and Muxton och Lilleshall, i distriktet Telford and Wrekin i Storbritannien. Det ligger i grevskapet Shropshire och riksdelen England, i den södra delen av landet, 200 km nordväst om huvudstaden London. Civil parish hade 14 766 invånare år 2011.